# ТОЗ-28
ТОЗ-28 — советское трёхствольное комбинированное охотничье ружьё.

## История
ТОЗ-28 был разработан в начале 1960-х годов Г. П. Четвериковой под руководством Б. А. Парамонова и С. С. Ферапонтова как многофункциональное оружие для отстрела средних по величине животных на дистанциях до 150—200 метров (пулей из нарезного ствола), а также охоты на птиц и менее крупных животных с использованием стандартных ружейных патронов 20-го калибра (на дистанциях до 50 метров — пулей; на дистанциях до 35 — 40 метров — дробью).
Производство этого оружия было начато в 1963 году на Тульском оружейном заводе, оно выпускалось по отдельным заказам в небольшом количестве. В 1963-1964 гг. ружьё было представлено на ВДНХ.
13 декабря 1996 года президент РФ Б. Н. Ельцин подписал федеральный закон «Об оружии», вступивший в законную силу с 1 июля 1997 года. В соответствии с этим законом, гражданское оружие не могло использовать в качестве боеприпасов патроны к короткоствольному огнестрельному оружию. В результате, с 1 июля 1997 года комбинированные ружья ТОЗ-28 под револьверный патрон 7,62 × 38 мм на территории Российской Федерации оказались вне закона и подлежали изъятию у владельцев.

## Описание
ТОЗ-28 представляет собой трёхствольный штуцер.
Блок стволов отъёмный, длина стволов составляет 600 мм. Соединение стволов с коробкой осуществляется за счёт использования ствольных крюков, шарнира и чеки цевья, поперечного штифта и рамки запирания.
- верхние стволы гладкие под ружейный патрон 20/70 мм[6], со стандартными дульными сужениями (получок и чок)[2][3]
- нижний ствол нарезной:[1][3][2]
  - либо под 7,62-мм патрон от револьвера «наган»[6][3][2]
  - либо под специально разработанный патрон 6,5 × 38 мм (собранный в гильзе патрона от револьвера «наган» с обжатым дульцем и полуоболочечной 6,5-мм пулей массой 5,6 грамм, имевшей начальную скорость 600 м/с)[1][3][2]

Запирание тройное: два на вырезы подствольных крюков с помощью рамки и третье — с помощью поперечного болта в круглое отверстие хвостовика прицельной планки.
Наружные курки с отбоем, расположены на отдельных боковых досках. Спусковых крючков два, имеется шнеллер для стрельбы из нарезного ствола (шнеллерное устройство обеспечивает усилие спуска в пределах 150—300 грамм). Для стрельбы из нарезного ствола имеется переключатель для переднего спускового крючка с гладкого ствола на нарезной.
Стреляные гильзы выдвигаются из патронников общим выталкивателем.
Прицельные приспособление — мушка, прицельная планка и подъёмный целик, автоматически поднимающийся при переводе спускового крючка на нарезной ствол.
Ложа ружья — пистолетная, из берёзы, с выступом под щеку или без него.

## Дополнительная информация
- одно ружьё ТОЗ-28 является экспонатом Тульского государственного музея оружия[10].